# Садик, Ибрахим
Ибраим Садик (англ. Ibrahim Sadiq; родился 7 мая 2000 года, Аккра) — ганский футболист, нападающий нидерландского клуба АЗ.

## Клубная карьера
Садик — воспитанник футбольной академии «Райт ту Дрим». В 2019 году Ибраим подписал свой первый профессиональный контракт с дастким клубом «Норшелланн». 15 июля 2018 года в матче против «Эсбьерга» он дебютировал в датской Суперлиге. 25 мая 2019 года в поединке против «Копенгагена» Ибраим забил свой первый гол за «Норшелланн».
В начале 2022 года Садик перешёл в шведский «Хеккен», подписав контракт на 2025 года. 2 апреля в матче против АИКа он дебютировал в Аллсвенскан лиге. 9 апреля в поединке против «Дегерфорса» Ибрахим сделал «дубль», забив свои первые голы за Хеккен.
1 сентября 2023 года перешёл в нидерландский АЗ, подписав пятилетний контракт.

## Международная карьера
В 2017 году в составе юношеской сборной Ганы Садик принял участие в юношеском чемпионате мира в Индии. На турнире он сыграл в матчах против команд Колумбии, США, Индии и Мали. В поединке против колумбийцев Ибраим забил гол.
В 2019 году в составе молодёжной сборной Ганы Садик принял участие в молодёжном Кубке Африки в Нигере. На турнире он сыграл в матче против команд Буркина-Фасо, Сенегала и Мали.